# Maliattha bella
Maliattha bella là một loài bướm đêm trong họ Noctuidae.